# Marco A. Gandásegui
Marco A. Gandásegui (Ciudad de Panamá, 28 de abril de 1943 - 24 de abril de 2020) fue un sociólogo, periodista y profesor universitario panameño. Presidente de la Asociación Latinoamericana de Sociología (1977-1979). Profesor emérito de la Universidad de Panamá.

## Biografía
Marco Antonio Gandásegui obtuvo una licenciatura en periodismo en la Universidad de Chile en 1965 y una maestría en sociología de la Facultad Latinoamericana de Ciencias Sociales (FLACSO) en 1970 en el mismo país. En 1971 comenzó a dar clases de sociología en la Universidad de Panamá. 
En 1985 recibió su doctorado de la Universidad Estatal de Nueva York en Binghamton.
Fundó el Centro de Estudios Latinoamericanos (CELA) “Justo Arosemena”, y la Asociación Panameña de Sociología (APSO).
Las obras de Gandásegui tienen principalmente una referencia regional a Panamá. Publicó columnas y artículos de análisis político en varias publicaciones, como La Estrella de Panamá.
Falleció el 24 de abril de 2020 a los setenta y seis años.